# Angèle Hug
Angèle Hug (* 30. Juli 2000 in Les Ollières-sur-Eyrieux) ist eine französische Kanutin, die im Kanuslalom aktiv ist.

## Karriere
Angèle Hug begann im Alter von sechs Jahren mit dem Kanusport und gab 2017 bei den Weltmeisterschaften in Pau ihr internationales Debüt. Im U23-Juniorinnenbereich sicherte sie sich zwischen 2017 und 2023 mehrere Medaillen auf europäischer Ebene und Weltmeisterschaftsebene. Ihr größter Erfolg war dabei der Gewinn des Weltmeistertitels 2021 in Tacen in der Mannschaftswertung im Einer-Kajak. Bei den Erwachsenen gelang ihr ebenfalls 2021 ihr erster Medaillengewinn, als sie mit der Mannschaft im Einer-Canadier den dritten Platz belegte und damit Bronze gewann.
In zwei Disziplinen vertrat Hug Frankreich bei den Europaspielen 2023 in Krakau. Im Einer-Canadier erreichte sie das Finale, das sie auf dem achten Platz abschloss. Mit der Mannschaft im Einer-Canadier wurde sie Sechste. Bei den Olympischen Spielen 2024 in Paris trat Hug lediglich im Wettbewerb im Kajak-Cross an. Diesen startete sie mit einem zehnten Platz im Zeitfahren und gewann daraufhin ihre Läufe in der ersten Runde, in den Vorläufen und im Viertelfinale, während sie ihren Lauf im Halbfinale auf dem zweiten Platz abschloss. Den Finallauf bestritt sie gegen die Britin Kimberley Woods, die Australierin Noemie Fox und Elena Lilik aus Deutschland. Während Lilik wegen eines verpassten Tores disqualifiziert wurde, überquerte Fox als Erste die Ziellinie vor Hug und Woods, sodass Hug die Silbermedaille gewann. Bei den Europameisterschaften 2025 sicherte sie sich sowohl im Einzel als auch mit der Mannschaft zwei weitere Silbermedaillen.
Für ihren Olympiaerfolg 2024 erhielt sie das Ritterkreuz des Ordre national du Mérite.